# 国鉄チキ900形貨車
国鉄チキ900形貨車（こくてつチキ900がたかしゃ）は、日本国有鉄道（国鉄）が1968年（昭和43年）に製作した、50 t 積の貨車（長物車）である。

## 概要
チキ1500形、チキ3000形などの長物車は1両を超える長尺物を輸送する場合、2両で跨いだり、遊車を連結する必要があったが、本形式ではこれを解消するため、長さ20 m までの長尺物を1両で積載するために試作された車両で、日本車輌製造で1両が製作された。
全長は21,600 mm 。これは国鉄の長物車では最長の部類である。台車はタキ50000形やシキ550形で採用されていた3軸ボギー台車のTR78形を基に、密封形円錐コロ軸受を採用しメンテナンスフリー化を図ったTR80形で、本形式が唯一の採用例である。緩衝器は大容量の緩衝性能を持つゴム式のRD90形を装備している。
新製当初は荷重が50 t とされていたが、詳細な時期は不明だが後に40 t へ変更されている。。
8組備えられている側柱は荷役時に転倒させる事ができ、尚且つ伸縮可能で積荷の高さに合わせて調整できる様になっている。曲線半径100 m での車体偏倚の規程上、車体中央部7,100 mm にわたって側柱が無いため、積荷は13,000 mm 以上の物に限られる。
側柱の上部に締付梁を渡し、スクリュージャッキで積荷の上部から押さえつける事で荷崩れを防止している。締付梁と積荷との接触面は摩擦係数の高いゴム素材を使用している。締付梁等を使用しない際は床下に備えられた格納箱に収納出来るようになっている。
専属貨車として運用されその配置は、大阪鉄道管理局飾磨駅であった。
東武鉄道が創立80周年を記念して、トク500形のレプリカをアルナ工機で製作した際、輸送には本形式が使用されている。。
1985年（昭和60年）に除籍され、形式消滅した。